# براد فيرغسون
براد فيرغسون (بالإنجليزية: Brad Ferguson)‏ (1953)؛ روائي أمريكي.